# NGC 5974
NGC 5974 este o galaxie spirală situată în constelația Coroana Boreală. A fost descoperită în 29 aprilie 1827 de către John Herschel. Se află la o distanță de 33,61 de megaparseci de Pământ.